# 프랭탕

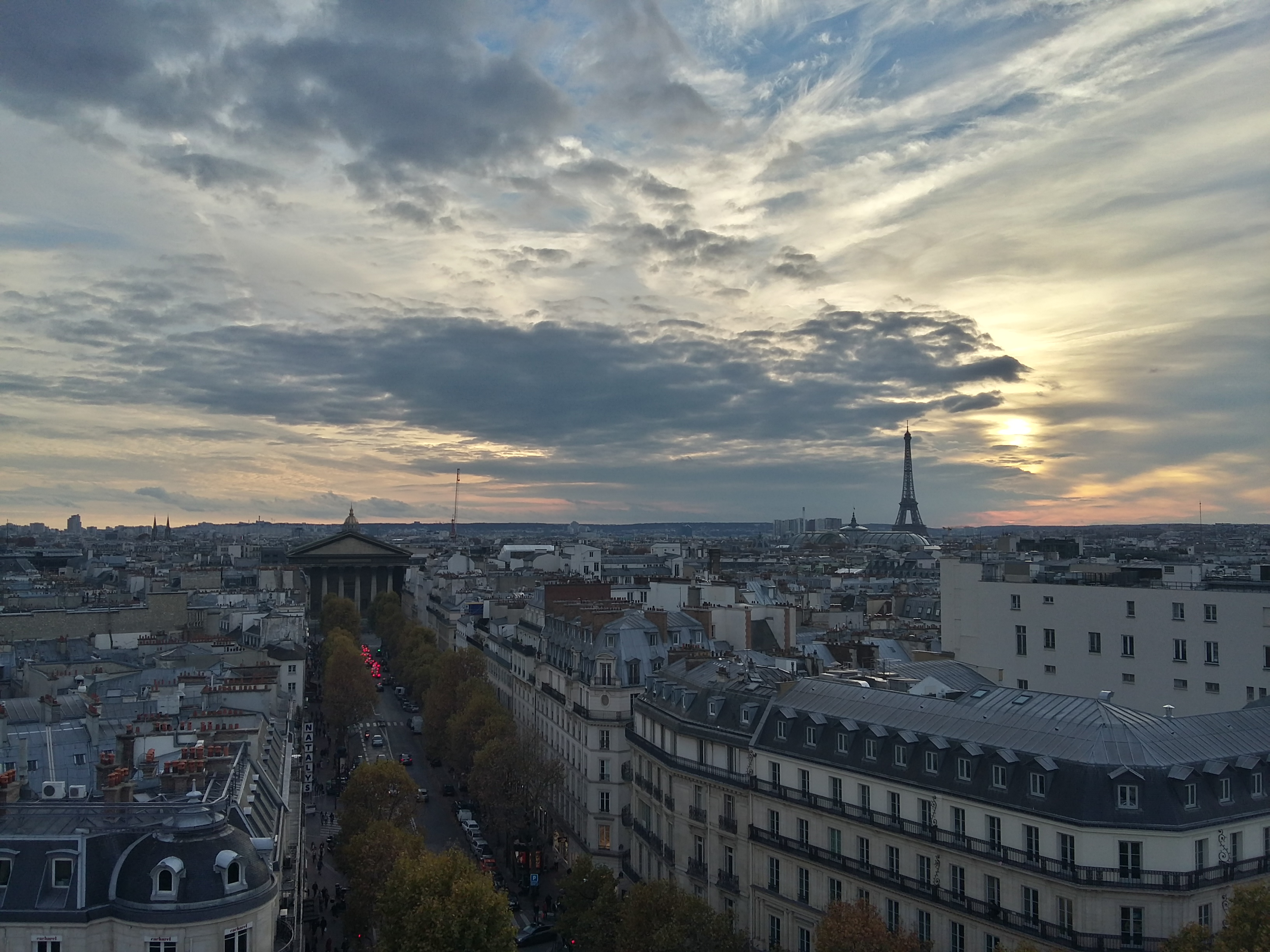
위에서 본 전경

프랭탕(Printemps ← 프랑스어로 '봄'을 의미)은 프랑스의 백화점 체인이다. 프랭탕 가게들은 미, 라이프스타일, 패션, 액세서리, 남성 의류에 집중한다. 프랭탕은 1928년부터 1997년까지 오늘날 현재도 활동 중인 국제 단체인 국제백화점협회를 설립하였고 일원이기도 하다.
1865년 Jules Jaluzot와 Jean-Alfred Duclos에 의해 설립되었다. 오리지널 스토어는 저명한 건축가 Jules와 Paul Sédille에 의해 디자인되었고 파리의 Le Harve와 Boulevard Haussmann의 모퉁이에서 개장하였다. 이 건물을 1874년 크게 확장되었고 1867년 세계 엑스포의 (당시 크게 참신했던) 엘리베이터가 설치되었다. 1881년 화재 발생 후 재건된 이 스토어는 1888년 전기 조명을 처음 사용하였다. 고객들은 유리벽 뒤 발전소의 작업을 관찰하였다. 1904년 연결된 지하철로 직접 접근할 수 있던 최초의 백화점들 가운데 하나이기도 했다.